# Jonáš Kašpar
Jonáš Kašpar (Krnov, 8 ottobre 1991) è un canoista ceco, specializzato nello slalom.

## Palmarès
- Mondiali

Praga 2013: oro nel C2 a squadre;.
Deep Creek Lake 2014: bronzo nel C2 a squadre.
- Europei

Augusta 2012: argento nel C2 a squadre;
Vienna 2014: argento nel C2 a squadre;
Markkleeberg 2015: argento nel C2 a squadre;
Tracen 2017: bronzo nel C2 e nel C2 a squadre;
Praga 2018: oro nel C2 argento nel C2 a squadre,